# 荘園公領制
荘園公領制（しょうえんこうりょうせい）とは、日本の中世における、荘園および公領を土台とした、重層的土地支配構造のことである。この荘園は寄進地系荘園に由来し、公領は国衙領に由来する。歴史学者の網野善彦が提唱した学説に基づく。
11世紀中後期から12世紀初期にかけて成立し、院政期を通じて発展し、鎌倉時代前後に最盛期を迎えた。その一方で、鎌倉時代には地頭による侵食を受け、室町時代には守護（守護大名）によって蚕食されるなど、武士の進出に伴って次第に解体への道を進み、戦国時代頃までにほぼ形骸化した。最終的には太閤検地で完全に消滅する。

## 歴史

### 成立

#### 荘園
平安時代中期以降、開発領主による墾田開発が盛んになる。彼らは国衙から田地の私有が認められたが、その権利は危ういものであった。そこで、彼らはその土地を荘園として受領層に寄進することとなる。受領層は彼ら大名田堵（＝開発領主）を荘官に任命し、その土地の実効支配権を認める代わりに、荘官から一定の税収を受け取る。こうして荘園を持つようになった受領層を領家と呼ぶ。領家は次第に、権限を剥奪された補佐官である任用や大名田堵との対立を深めるようになる。そこで彼らは自らの荘園をさらに権門層に寄進し、保護を求める代わりに一定の税収を納めた。こうして荘園を集積した権門層を本家と呼ぶ。

#### 公領
時を同じくして、律令制の崩壊と共に、地方政治は国司に一任されていた（王朝国家）。増え続ける荘園に対抗して、国司は大名田堵を在庁官人に任命し、自らの手元に置き、さらには郡司・郷司・保司として、地方行政官とした。郡司・郷司・保司はそれぞれ一定額を国司、朝廷に納めればよい。その後、荘園の更なる増大で税収が減り、上級貴族に俸給を払えなくなった朝廷は、彼らに知行国として国を与え、その国に関する国司の任命権と税収を上級貴族に与えた。同様に皇族にも院宮分国制が敷かれ、こうして権門層たる上級貴族、受領層たる国司、大名田堵たる郡司・郷司・保司が結びつき、荘園制とほとんど変わらぬ構造となった。

#### 職の体系
なお、この重層的支配構造は「職（しき）の体系」とも呼ばれ、それぞれの立場の職務と権限を「～職」と呼んだ（領家職、郡司職、郷司職など）。
| 土地／職 | 権門     | 受領 | 大名田堵         |
| -------- | -------- | ---- | ---------------- |
| 荘園     | 本家     | 領家 | 荘官             |
| 公領     | 知行国主 | 国司 | 郡司・郷司・保司 |

### 変遷・衰退
次第に在地領主同士の土地争いが増えるに従って、彼らは武装し、武士となった。鎌倉幕府の成立に従い、主に東国の武士は鎌倉幕府に奉公する、御家人となった。彼らはその代償たる御恩として、地頭に補任され、所領の支配権が鎌倉幕府に保証された。彼らは地頭という全く新しい職に付いたわけではなく、あくまで荘官や郷司・保司のうち幕府と主従関係を結んだものが地頭と呼ばれる点に付いては注意したい。当然彼らは荘官や郷司・保司以上の職は持たないのである。
| 土地         | 土地                       | 地頭等任命権   | 収入を得る権利 |
| ------------ | -------------------------- | -------------- | -------------- |
| 関東御成敗地 | 関東御領・関東御分国       | 鎌倉幕府       | 鎌倉幕府       |
| 関東御成敗地 | 関東進止所領・関東御口入地 | 鎌倉幕府       | 荘園領主・国司 |
| 本所一円地   | 本所一円地                 | 荘園領主・国司 | 荘園領主・国司 |

関東御成敗地に関しては幕府が地頭の補任権を持つ。つまり、その内関東進止領・関東御口入地には鎌倉幕府とは異なる荘園領主・国司が存在し、しかも彼らは荘官や郷司・保司の任命権を持たないのである。ただ頼朝の頃から、守護が在庁官人を指揮して大田文（土地台帳）を作成していた。
地頭の年貢の滞納や領民の不法使用など、地頭職を越えた越権行為が行われるようになり、荘園領主や国司との間に紛争が生じた。その解決策が地頭請や下地中分である。このようにして地頭は領地の支配権を強めていった。
室町時代になると、幕府の設立の経緯から、守護の権力が強大であった。彼らは守護領国制の成立を目指して、在庁官人を含む鎌倉期の地頭、国人を被官化し、国衙や彼らの所持していた領地を掌握した。それと前後して、守護は半済、守護請等で、荘園領主等の権利をも侵食して行き、戦国時代になると、守護大名に代わった戦国大名はさらに土地の一円知行を進めていく。
その後、太閤検地により、土地には直接の耕作者の権利しか認められなくなり（一地一作人）、以前までの重層的支配構造は名実共に解消された。